# 리쓰광
리쓰광(중국어: 李四光, 병음: Lǐ Sìguāng, 1889년 10월 26일 ~ 1971년 4월 29일)은 중국의 지질학자이다. 중국의 고생물학, 지질학, 제4기 지질학 연구의 개척자로서 현대 판 구조 이론의 출현 이전의 대지 구조 이론 가운데 하나이자 대지 구조 이론인 지질 역학을 창립하고 유라시아 대륙 동부 산맥 체계의 형성 원인에 대해 자신만의 독특한 관점을 제시했다. 또한 중국의 석유 부족 상황을 변화시키는 대규모 유전 개발을 통해 중국을 세계 주요 산유국으로 끌어올리는 공헌을 남겼다.

## 생애
리쓰광은 1889년 10월 26일에 후베이성 황강현(현재의 황강시)에서 몽골족의 아들로 태어났다. 리쓰광의 할아버지인 리정판(李正范)은 현학(縣學) 과정을 마친 수재였고 시골에 서당을 차렸다. 리쓰광의 아버지인 리캉줴(李康爵, 1862년 ~ 1922년, 자는 줘허우(卓後))는 서당 선생으로 근무했다.
리쓰광의 본명은 리중쿠이(중국어: 李仲揆, 병음: Lǐ Zhòngkuí)였으나 13세 시절이던 1902년 겨울에 우창 구학 소학(武昌求學小學)에 지원하러 갔다가 자신의 나이였던 14세를 뜻하는 십사(十四)를 이름란에 잘못 기입했다. 리중쿠이는 십사(十四)에서 획수를 늘린 리쓰광(李四光)으로 바꿨는데 이는 자신의 자였던 '중쿠이'(仲揆)를 바탕으로 한 "빛은 4가지를 나타낸다"라는 뜻을 가진 '광피사표'(光被四表)에서 따온 것이라고 한다. 리쓰광은 1904년 5월에 일본 유학에 참여하면서 중국동맹회, 홍문학원, 오사카 고등학원(현재의 오사카 대학의 전신)에 재학했다.
리쓰광은 1911년에 일본에서 대학교를 졸업하고 중국으로 돌아갔다. 1911년 9월에는 청나라의 수도였던 베이징에 파견되어 해외에서 유학을 마치고 귀국한 학생들을 대상으로 하던 해귀(海歸) 시험에 응시했고 최우수 성적을 기록하면서 공과 진사(工科 進士) 칭호를 받았다. 1913년에는 영국 버밍엄 대학교로 유학하여 먼저 광업을 전공했다가 나중에 지질학으로 전향하게 된다. 1918년 5월에는 《중국의 지질》을 주제로 한 우수한 논문을 통해 자연과학 석사 학위를 받았고 이어서 유럽 각지를 오가면서 지질 조사를 진행했다. 1919년에는 버밍엄 대학교에서 석사 학위를 받으면서 같은 해에 중국으로 귀국했고 베이징 대학에서 지질학과 교수 겸 학과 주임으로 근무했다.
1927년에는 버밍엄 대학교에서 박사 학위를 받았고 같은 해에 중국으로 돌아갔다. 1928년 7월부터 1938년 4월까지 국립 우한 대학 건축준비위원장을 지낸 이후에 난징시에서 중앙연구원 창립 과정에 참여했다. 1928년부터 1948년까지 지질연구소 연구원 겸 소장으로 근무했으며 1928년에는 중앙연구원 제1차 수리과학조 원사로 임명되었다. 1932년에는 난징 국립 중앙 대학 총장 권한대행을 역임했다. 1931년 3월 30일에는 서수학술고찰단(西陲學術考察團) 이사회 이사 자격으로 현지에 파견되었고 1932년부터 1945년까지 중영경관동사회(中英庚款董事會) 이사 자격으로 현지에 파견되었다.
1949년에 중화인민공화국이 수립된 이후에는 전국지질사업계획지도위원회 주임, 중국과학원 부원장, 지질부장을 역임했다. 1952년에는 베이징 지질 학원(현재의 중국 지질 대학) 설립 과정에 참여했으며 1954년 중국인민정치협상회의 전국위원회 부주석으로 선출되었다. 1955년에는 중국과학원 원사로 선출되었고 1958년 중국과학기술협회 초대 주석으로 선출되었다. 문화 대혁명 말기에는 쉬츠(徐遲)가 리쓰광의 전기인 《지질의 빛》(地質之光)을 집필했다. 1971년 4월 29일에 베이징시에서 향년 82세를 일기로 사망했다.